# Cluster (band)

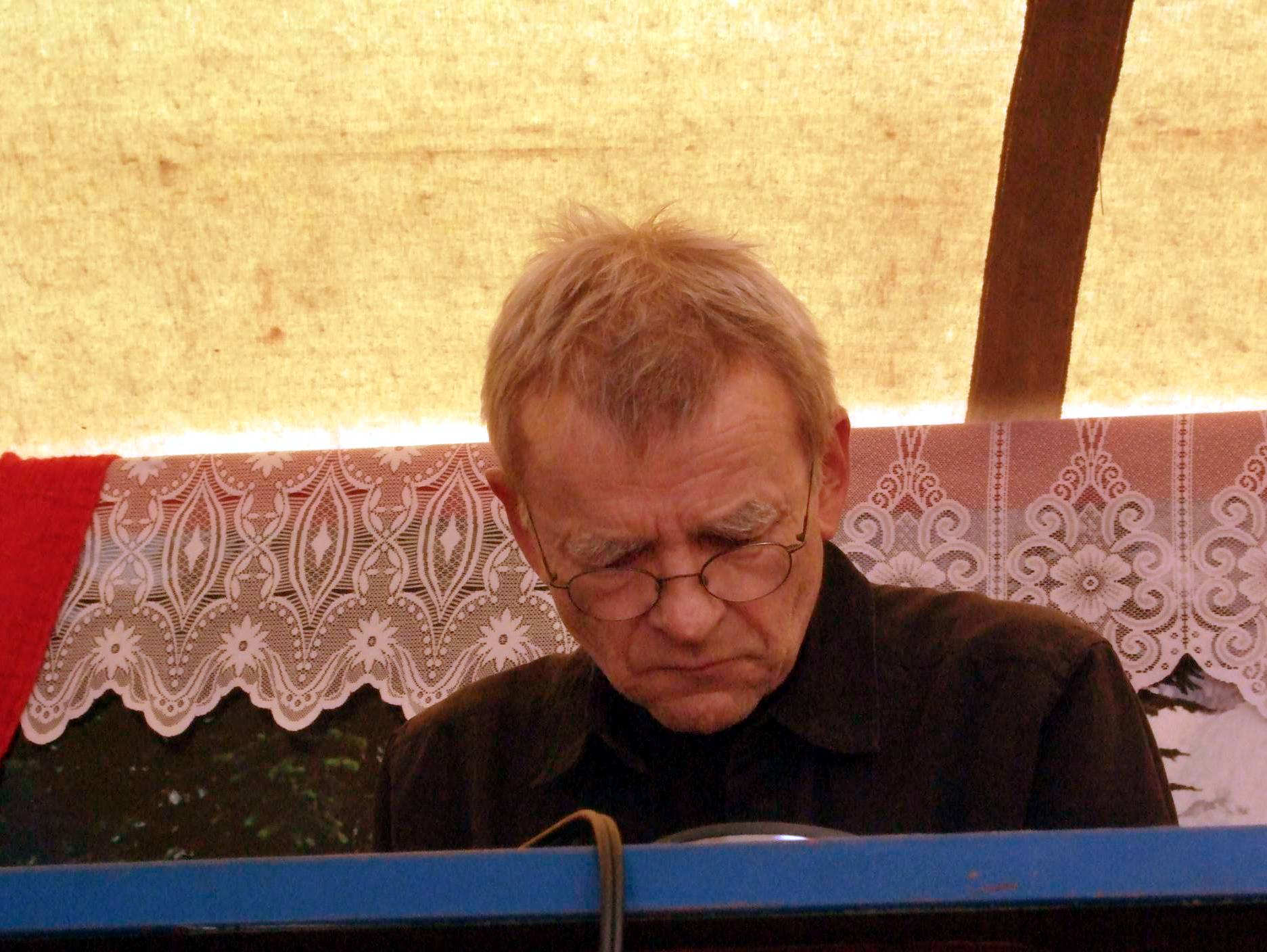
Dieter Moebius van Cluster treedt op tijdens het Fusion Festival 2010

Cluster was een Duitse band, die in de jaren 70 een voorloper was van het ambient genre.
De groep werd in 1970 opgericht onder de naam Kluster door Dieter Moebius, Hans-Joachim Roedelius en Conrad Schnitzler, die voordien al hadden samengewerkt rond elektronische muziek en experimentele technieken. Het trio bracht drie albums uit, namelijk Klopfzeichen, Zwei-Osterei en Eruption. Toen Schnitzler de groep verliet in 1971, doopten Roedelius en Moebius de groep om tot Cluster en werkten extensief samen met producer en geluidstechnicus Conny Plank, tot diens dood in 1987.
De groep werkte in zijn geschiedenis soms met andere muzikanten samen. Samen met de oprichter van Neu!, Michael Rother, werden verschillende albums opgenomen onder de naam Harmonia. Op het album Tracks and Traces, opgenomen in 1976 en uitgebracht in 1997 speelde ook Brian Eno mee. Eno werkte ook soms met Cluster zelf samen, zoals op de albums Cluster & Eno (uitgebracht in 1977 onder de naam Cluster & Eno) en After The Heat (uitgebracht in 1978 onder de naam Eno Moebius Roedelius)

## Discografie
- Klopfzeichen (Kluster) (Schwann, 1970).
- Zwei-Osterei (Kluster) (Schwann, 1970).
- Eruption (Kluster) (zelf uitgebracht, 1970).
- Cluster '71 (Philips, 1971).
- Cluster II (Brain, 1972).
- Zuckerzeit (Brain, 1974).
- Sowiesoso (Sky Records, 1976).
- Cluster & Eno (Cluster & Eno) (Sky, 1977).
- After The Heat (Eno Moebius Roedelius) (Sky, 1978).
- Grosses Wasser (Sky, 1979).
- Live in Vienna (Cluster & Farnbauer) (Hypnotic, 1980).
- Curiosum (Sky, 1981).
- Old Land (Cluster & Brian Eno) (Sky / Relativity Records, 1986). (?)
- Apropos Cluster (Moebius + Roedelius) (Curious, 1990).
- One Hour (Music Secreta-Prudence / Gyroscope, 1995).
- Live Japan 1996 (Soul Static Sound, 1997).
- Live in USA 1996 (Purple Pyramid, 1997).